# Musée de Rafah
Le musée de Rafah, en arabe : متحف رفح, est créé en décembre 2022 au sud de la ville de Rafah, dans la bande de Gaza, en Palestine. Il est fondé par Laila Shaheen, titulaire d'un doctorat en études éducatives de l'Institut de recherche arabe de la Ligue des États arabes au Caire et d'un doctorat en technologie de l'éducation artistique de l'université Helwan en Égypte. Des ouvertures, des expositions et des célébrations du patrimoine ont été organisées au musée pour commémorer la Journée de la Terre et la Journée internationale des femmes,. Il est bombardé et détruit par Tsahal en 2023.